# Bernhard Heinrich von der Hude (Geistlicher, 1731)
Bernhard Heinrich von der Hude, auch kurz H(e)inrich von der Hude (* 10. März 1731 in Lübeck; † 5. August 1795 ebenda) war ein deutscher evangelisch-lutherischer Geistlicher, Hauptpastor an St. Marien zu Lübeck und Senior des Geistlichen Ministeriums.

## Leben
Bernhard Heinrich von der Hude war der Sohn des Hauptpastors Bernhard Heinrich von der Hude (1681–1750). Nach dem Besuch des Katharineums zu Lübeck studierte er Evangelische Theologie, zunächst drei Jahre an der Universität Wittenberg, dann zwei Jahre an der Universität Helmstedt.  In Helmstedt war er Schüler von Johann Benedikt Carpzov IV. Im Anschluss an sein Studium unternahm er 1755 eine Reise in die Niederlande. Seine Beschreibung dieser Reise wurde später von Johann III Bernoulli in seine Sammlung kurzer Reisebeschreibungen aufgenommen.
Am 20. März 1757 wurde er zum jüngsten Prediger an St. Marien zu Lübeck berufen. Am 18. Mai 1775 wurde er Hauptpastor von St. Marien, und am 22. Mai 1788 Senior der Lübecker Kirche. 1780 wurde er in die Hamburger Freimaurer-Loge Emanuel aufgenommen. Später war er Mitglied der Lübecker Loge Zur Weltkugel.
Von der Hude war noch ganz der Lutherischen Orthodoxie verpflichtet und widersprach mitunter auf der Kanzel dem von ihm selbst 1779 eingeführten Superintendenten Johann Adolph Schinmeier, einem entschiedenen Verfechter der Aufklärung und des Rationalismus und gefeierten Prediger der Aufklärungszeit. Dennoch unterstützte von der Hude die Einführung des neuen Gesangbuchs.
Er war zwei Mal verheiratet. Seine erste Frau starb im Kindbett. Mit seiner zweiten Frau Maria Elisabeth, geb. Woldt, hatte er den Sohn Bernhard Heinrich von der Hude (1768–1828), der ihm im November 1794 als Specialcollege beigegeben wurde und 1800 sein Nachfolger als Hauptpastor wurde.
Ihm wurde ein Epitaph in der Marienkirche gesetzt, das ein von Friedrich Carl Gröger gemaltes Porträt enthielt und an der Südseite der Marientiden-Kapelle der Marienkirche hing,; es ist 1942 beim Luftangriff auf Lübeck verbrannt.

## Werke
- De Pentateucho Samaritanorum Sect. III.: De Forma Pentatevchi Samaritani Externa. Wittenberg: Officina Tzschidrichiana 1753

Digitalisat, Bayerische Staatsbibliothek
- Dissertatio theologica de descensu Christi ad inferos. Helmstedt: Schnorr 1754

Digitalisat, Bayerische Staatsbibliothek
- Herrn Pastor Heinrich von der Hude, zu Lübeck, Reise durch Holland, 1755. Erster Abschnitt:Reise über Bremen und Gröningen nach Amsterdam. In:  Johann Bernoulli's Sammlung kurzer Reisebeschreibungen und anderer zur Erweiterung der Länder- und Menschenkenntniß dienender Nachrichten Band 13, 1784 (Digitalisat), S. 191–252
- Reise durch Holland im J. 1755. Zweyter Abschnitt. Aufenthalt zu Leiden und Reise nach Mannheim. In:  Johann Bernoulli's Sammlung kurzer Reisebeschreibungen und anderer zur Erweiterung der Länder- und Menschenkenntniß dienender Nachrichten Band 14, 1784 (Digitalisat), S. 99–157
- Wohlgemeinte Erinnerungen eines Vaters an seinen Sohn auf Akademien. Lübeck 1785